# Eremias afghanistanica
Eremias afghanistanica là một loài thằn lằn trong họ Lacertidae. Loài này được Böhme & Scerbak mô tả khoa học đầu tiên năm 1991.